# 단촌국민학교 방하분교
단촌국민학교 방하분교는 대한민국 경상북도 의성군 단촌면 방하리에 있었던 국민학교 분교이다.

## 연혁
- 1968년 6월 20일 단촌국민학교 방하분교 설립 인가
- 1968년 9월 1일 방하분교장 개교
- 1969년 3월 1일 방하국민학교 승격 분리
- 1986년 3월 1일 단촌국민학교 분교장 격하 편입
- 1992년 3월 1일 폐교 및 단촌국민학교 통폐합